# Ян Фірлей
Ян Фірлей (пол. Jan Firlej, бл.1521 — 27 серпня 1574) — польський державний діяч зі шляхетського роду Фірлеїв.

## Життєпис

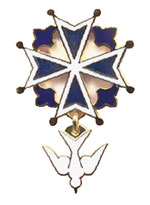
Символ (знак) кальвіністів

Син руського воєводи (1545 р.) Пйотра Фірлея та Катажини з Тенчинських.

Під час свого 4-річного перебування за кордоном здобув досить добру освіту; подорожував Азією, Африкою.
Після смерти короля Сиґізмунда I Старого мав наміри посісти престол; через протести шляхти від планів утримався. Пліткували, що Ян Фірлей, Мнішеки в січні 1571 року познайомили короля з міщанкою Кракова Барбарою Ґіжанкою (схожою на покійну, отруєну дружину короля Барбару Радзивілл, за якою дуже сумував). Найбільше з почуттів короля скористались Мнішеки, коронний маршалок Ян Фірлей, підканцлер Красіньский (отримали від короля найвищі державні уряди (посади)).
Спроби реформ Яна Фірлея викликали до нього недовіру; став на чолі так званої «партії реформ» (вимагала усунення різних зловживань, визначення правил обрання короля), був звинувачений у придворних інтриґах, захопленні багатьох посад тощо. Прагнення до реформ приписали його мріям про корону.
З обранням королем Генріха III Валуа Ян Фірлей змирився; залишився гарячим захисником польських дисидентів. Коли Генріх III перед самою коронацією сумнівався, чи визнати привілеї дисидентів, Ян Фірлей, який ніс королівську корону, хотів покинути костел, що змусило короля визнати терпимість, релігійну свободу протестантів у Польщі.
1570 року король Сіґізмунд II Авґуст, за проханням Яна Фірлея — власника села Матієва — надав йому право перетворити на місто з маґдебурзьким правом, переймунувати у Фірлеїв.
Помер між 9 і 26 квітня 1574, був похований 27/28 серпня 1574 року в кальвінському зборі (будівля колишнього парафіяльного костелу) Коцка. Його наступником у політичних справах став Миколай Мелецький, у релігійних — брат Миколай.

### Посади
Придворний короля (1545 року), секретар короля (1554). Белзький  каштелян (1555), воєвода (1556) белзький, люблінський (1561), великий коронний маршалок (1563), воєвода і староста краківський (1572), маршалок Сейму (1573). Староста казимирський, рогатинський.

## Сім'я
Перша дружина — Зофія з Бонерів, сандецька каштелянка; дочка банкіра Северина Бонера. Пйотр Фірлей організував шлюб для виплати боргів на побудову пишних замків у Яновці, Левартові. Діти:
- Миколай,
- Ядвіґа,
- Зоф'я,
- Анджей,
- Ян,
- Пйотр.[5]

Друга дружина — Зоф'я Дзікувна з Пєрсьні. Дитина — Анна.

Третя дружина — Барбара з Мнішеків, коронна підкоморянка. Дитина — Генрик.